# Generación E
Generación E es un docureality semanal que refleja el día a día de las escuelas técnicas nacionales, y conducido por Sofía Jiménez, desde el sábado 5 de enero de 2019 a las 0:00, por El Trece.

## Formato del docu-reality
Generación E Se trata de un docu-reality compuesto por cinco episodios de 25 minutos que involucra a escuelas técnicas nacionales. La producción, realizada por Turner International Argentina como un branded content para YPF, presenta un desafío donde estudiantes de todo el país compiten en la creación de autos eléctricos. El programa tiene por objetivo reflejar y difundir la segunda edición del Desafío Eco YPF, una iniciativa que busca concientizar sobre el desarrollo las energías renovables en nuestro país. A su vez, pone en juego una serie de valores como el trabajo en equipo, la integración interdisciplinaria y el aprendizaje a través de la puesta en marcha de un proyecto concreto.

## Audiencia
| #1 | Sábado | 5 de enero de 2019   |  |  |  |  |
| #2 | Sábado | 12 de enero de 2019  |  |  |  |  |
| #3 | Sábado | 19 de enero de 2019  |  |  |  |  |
| #4 | Sábado | 26 de enero de 2019  |  |  |  |  |
| #5 | Sábado | 2 de febrero de 2019 |  |  |  |  |

     Emisión más vista hasta el momento.

     Emisión menos vista hasta el momento.

- Datos: Q60828789